# Latin
Latin (latin: lingua latīna) er et sprog, der blev talt i oldtidens Romerrige. Det har været brugt som internationalt sprog indtil midten af 1800-tallet. Latin er stadig den Hellige Stols (Vatikanets) officielle sprog.

## Historie
Latin hører til den italiske gruppe af de indoeuropæiske sprog som de uddøde sprog oskisk og umbrisk. Latin er den dialekt, der blev talt i det antikke Latium (Lazio), dvs. området syd for Rom. Efterhånden som Rom underlagde sig resten af Italien og landene omkring Middelhavet, voksede latin i indflydelse, og latin blev administrationssprog i den vestlige del af Romerriget. I øst holdt man derimod fast ved græsk, der var blevet udbredt efter Alexander den Stores erobringer, og som alle dannede romere talte.
Der var i oldtiden forskel på det lærde klassiske latin, som blev brugt i litteratur og offentlige taler, og som der undervistes i i traditionel latinundervisning, og det enklere folkelige "vulgærlatin", som blev brugt i daglig tale, og som vi kan se spor af i komedierne og Petronius' Satyricon. Cicero gjaldt som det sproglige ideal, og hans samtidige forfatteren Marcus Terentius Varro fremholdt i sit værk De lingua latina, at det at tale latin godt, var at tale "romersk". Man kendte romeren på, at han udtalte h'et og de afsluttende s'er. Catullus gør i et digt nar af en udannet mand, Arrius, der prøver at virke dannet ved at udtale h, hvor det ikke skal være, som hvis man udtalte "ovenpå" som "hovenpå". En gravstele fra Tarragona har indskriften Have Volusia (= Farvel, Volusia), hvor der skulle have stået Ave Volusia. Med udgangspunkt i de mange sprogfejl, han hørte, bekymrede Varro sig for det latinske sprogs fremtid.
Fra omkring 300 e.Kr. blev latin den vestlige kirkes sprog. Det varede hele middelalderen. Latin blev det internationale sprog, som lærde og videnskabsmænd i det vestlige Europa brugte til udveksling af tanker og opdagelser. Tidspunktet, hvorpå latin ophørte med at være modersmål, sættes til ca år 600.
Skønt Luther afskaffede latin som gudstjenestesprog, beholdt latin også efter reformationen sin plads på Københavns Universitet og andre europæiske universiteter. Videnskabelige værker var på latin indtil midten af 1800-tallet. Det blev herefter især tysk, der kom i brug (bl.a. af den klassiske filolog Johan Nicolai Madvig), før engelsk tog over hundrede år senere.
Da Romerriget brød sammen, og de enkelte provinser faldt i forskellige germanske kongers hænder, begyndte det latinske sprog at blive splittet op i en række vulgærlatinske dialekter. Disse var til sidst så forskellige fra hinanden, at der var tale om forskellige sprog, de romanske sprog, hvor man netop har ophørt med at udtale den indledende h. Således er det latinske ord habére (= at have) blevet til det italienske ord avére og det franske ord avoir. I lang tid blev man ved med at skrive på klassisk latin, som man altid har gjort, og det er først i 800-tallet, vi finder de tidligste tekster på romansk. På det tidspunkt har det talte sprog bevæget sig så langt væk fra det skrevne sprog, at almindelige mennesker næppe har kunnet forstå meget af de lærdes latin. Sproget i provinserne kom også under indflydelse af disses oprindelige sprog.

### Latin i nyere tid
Latin har været benyttet som officielt sprog, når det nationale sprog har været forbudt. I Polen var latin officielt sprog frem til 1795 for at undgå, at russisk eller tysk blev påtvunget befolkningen. I Ungarn var latin administrativt sprog frem til 1844. Ungarsk var forbudt af myndighederne, og for at slippe at bruge erobrernes sprog, tysk, benyttede ungarerne sig af latin.
I EU er alle medlemslandenes officielle sprog gjort til officielle EU-sprog. Det medfører, at mindst 40% af EUs administrative omkostninger går til oversættelse og tolketjeneste. Den italienske repræsentant Mario Capanna har holdt en tale på latin i Europa-parlamentet. Han blev anmodet om at benytte et mere tidsmæssigt sprog, men Capanna påpegede, at ingen forskrifter forbød ham at benytte latin, og fik støtte fra den tyske repræsentant Otto von Habsburg – på latin. Også den svenske latin-professor Birger Bergh støtter tanken om latin som fællessprog i Europa, fordi latin har fungeret længere end engelsk og fransk tilsammen.
Ole Borch udtalte i 1680, at på samme måde som egyptiske mumier ødelægges, hvis man rører ved dem, ødelægges latin af forandringer. Efterligning først og fremmest af Cicero var efter Borchs mening idealet. Men hvis man ikke kan skrive noget på latin, som Cicero kunne have skrevet, er latin ikke til megen nytte. Erasmus af Rotterdam protesterede mod sin tids ciceronianere ved at skrive om aktuelle temaer på latin. Den finske professor Tuomo Pekkanen fra universitetet i Jyväskylä har oversat de ca 22.000 vers i Kalevala til latin, udarbejder sammen med en kollega nyheder på latin for finsk radio, og har tilrettelagt digte af Horats til jazz-sange. Ligeledes udkom en samling Catullus-digte med titlen Variationes Catullianae jazzicae.
Latin er officielt sprog i mikronationen Ladonia på Kullen i Sverige.[kilde mangler]

## Udtale
Forskningen har et ganske godt indtryk af, hvordan latin blev udtalt i oldtiden. Den latinske sprogvidenskab har en række indicier at støtte sig til:
1. De romerske grammatikeres beskrivelse af udtalen.
2. Stavefejl i indskrifterne.
3. Lydenes videre udvikling i de romanske sprog.
4. Latinske låneord i fremmede sprog (især græsk og germansk).
5. Fremmede låneord i latin (især fra græsk).

Den danske skoleudtale har traditionelt fulgt det danske lydsystem og har desuden haft en række senlatinske udtalevaner, der også kendes fra den latinske udtale i de andre europæiske lande, først og fremmest c = [s] foran fortungevokaler, og ae = [ε:]. I løbet af det 20. århundrede har man gjort stadig flere indrømmelser til den klassiske udtale, som den sprogvidenskaben har rekonstrueret. De fleste udtaler derfor c og ae som [kʰ] (dansk k) og [ɑɪ] (dansk ej).
Det er derimod kun få specialister, der konsekvent skelner vokal- og konsonantlængde, selv om vi ved, at kvantitetsforskellen var betydningsbærende. Et typisk eksempel er anus 'gammel kone', ānus 'numsehul', annus 'år', der på klassisk latin alle blev udtalt forskelligt, hvorimod de to første falder sammen i den europæiske latin. Hvor konsonantlængden normalt bliver gengivet med en dobbeltskrivning af den pågældende konsonant, bliver vokallængden normalt ikke markeret i de latinske tekster (en del ældre indskrifter bruger dog en såkaldt apex til at markere de lange vokaler, men ikke konsekvent). I dansk eksisterer der ingen forskel mellem lange og korte konsonanter, men derimod mellem korte vokaler i lukkede stavelser (og foran oprindeligt lange konsonanter) og lange vokaler i åbne stavelser.
Trykket falder på den næstsidste stavelse, hvis den indeholder en lang vokal eller en diftong, eller hvis stavelsen er lukket: amātur, amoenus, perfectus. Ellers falder det på den tredjesidste stavelse: īnsula, Jūlius. Eftersom vokallængden normalt ikke er markeret, skal trykket i tvivlstilfælde slås efter eller læres udenad. Det gælder både i den klassisk latinske udtale og i den danske skoleudtale. Når trykket falder på den tredjesidste stavelse, har den danske skoleudtale imidlertid også et stød på en eventuelt lang vokal eller diftong eller på n, m, r, l, f.eks. ul’timus, Ta’citus, ter’ritus. Det samme gælder i den næstsidste stavelse, hvis den ordet ender på -er, f.eks. pa’ter, Alexan’der.
|       | Klassisk latin                                                                              | Dansk skoleudtale                                                                           | Dansk skoleudtale                                                  |
|       |                                                                                             | lukket stavelse                                                                             | åben stavelse                                                      |
| ----- | ------------------------------------------------------------------------------------------- | ------------------------------------------------------------------------------------------- | ------------------------------------------------------------------ |
| a     | [ɑ] (som i tam)                                                                             | [æ] (som i land); foran p, b, m, c, g, nc, ng, i [ɑ] (som i tam)                            | [æ:] (som i dame)                                                  |
| ā     | [ɑ:] (som i varme)                                                                          | [æ] (som i land); foran p, b, m, c, g, nc, ng, i [ɑ] (som i tam)                            | [æ:] (som i dame)                                                  |
| ae    | [ɑɪ] (som i dansk rejse)                                                                    | [ɛ:] (som dansk læne)                                                                       | [ɛ:] (som dansk læne)                                              |
| au    | [ɑʊ] (som i dansk havne)                                                                    | [ɑu] (som i dansk havne)                                                                    | [ɑu] (som i dansk havne)                                           |
| b     | [b] (som i fransk beurre)                                                                   | [b] (som i dansk bør)                                                                       | [b] (som i dansk bør)                                              |
| c (k) | [k] (som fransk, omtrent = dansk g)                                                         | [s] foran i, e, y, ae, oe; ellers [kʰ] (som i dansk kande)                                  | [s] foran i, e, y, ae, oe; ellers [kʰ] (som i dansk kande)         |
| ch    | [kʰ] (som i dansk kande)                                                                    | [kʰ] (som i dansk kande)                                                                    | [kʰ] (som i dansk kande)                                           |
| d     | [d] (som i fransk deux)                                                                     | [d] (som i dansk dø)                                                                        | [d] (som i dansk dø)                                               |
| e     | [ɛ] (som i dansk hætte)                                                                     | [ɛ] (som i dansk hætte); foran og efter r [æ], tryksvagt [ɐ] (som e i dansk herre)          | [e:] (som i dansk sene); efter r [æ:] (som e i dansk kredse)       |
| ē     | [e:] (som i dansk sene)                                                                     | [ɛ] (som i dansk hætte); foran og efter r [æ], tryksvagt [ɐ] (som e i dansk herre)          | [e:] (som i dansk sene); efter r [æ:] (som e i dansk kredse)       |
| eu    | [ɛʊ] (omtrent som i dansk levne)                                                            | [œu] (som i dansk neutral)                                                                  | [œu] (som i dansk neutral)                                         |
| f     | [f]                                                                                         | [f]                                                                                         | [f]                                                                |
| g     | [g] (som i fransk guerre); foran n [ŋ] (som i sungne)                                       | [g] (som i dansk gærde); foran n [ŋ] (som i sungne)                                         | [g] (som i dansk gærde); foran n [ŋ] (som i sungne)                |
| gu    | [gʷ] (omtrent som i engelsk linguist, men med rundingen samtidig med konsonanten)           | [gv] (som i dansk skvalder)                                                                 | [gv] (som i dansk skvalder)                                        |
| h     | [h] (i dagligsproget ofte stumt)                                                            | [h]                                                                                         | [h]                                                                |
| i     | [ɪ] (som engelsk sit, tysk sitzen, mindre nøjagtigt dansk midte)                            | [i] (som i dansk bidt); foran n, m [e] (som i i dansk kvinde)                               | [i:] (som i dansk line)                                            |
| ī     | [i:] (som i dansk line)                                                                     | [i] (som i dansk bidt); foran n, m [e] (som i i dansk kvinde)                               | [i:] (som i dansk line)                                            |
| j     | [j]; mellem vokaler [j:]                                                                    | [j]                                                                                         | [j]                                                                |
| l     | [l] (som i dansk bulle); efter u, o [ł] (som i engelsk bull, russisk был).                  | [l]                                                                                         | [l]                                                                |
| m     | [m] i udlyd foran vokal stumt                                                               | [m]                                                                                         | [m]                                                                |
| n     | [n]; (som synge) foran c, g, x [ŋ]; foran s i reglen stumt                                  | [n] [ŋ] (som synge) foran c, g, x                                                           | [n] [ŋ] (som synge) foran c, g, x                                  |
| o     | [ɔ] (som i engelsk pot eller mellem dansk lukke og potte)                                   | [ʌ] (som i dansk potte)                                                                     | [o:] (som i dansk tone)                                            |
| ō     | [o:] (som i dansk tone)                                                                     | [ʌ] (som i dansk potte)                                                                     | [o:] (som i dansk tone)                                            |
| oe    | [ɔɪ] (som i dansk søjle eller mere præcist engelsk soil, tysk Säule)                        | [ø:] (som i dansk løse)                                                                     | [ø:] (som i dansk løse)                                            |
| p     | [p] (som i fransk père, omtrent = dansk b i bære)                                           | [pʰ] (som i dansk pære)                                                                     | [pʰ] (som i dansk pære)                                            |
| ph    | [pʰ] (som i dansk pære)                                                                     | [f]                                                                                         | [f]                                                                |
| qu    | [kw] (omtrent som i engelsk queen, men uden pust og med rundingen samtidig med konsonanten) | [kʰv] (som i dansk kvinde)                                                                  | [kʰv] (som i dansk kvinde)                                         |
| r     | [r] (som italiensk)                                                                         | [ʁ] (som i dansk råbe); [ɐ] efter vokal (som i dansk værre, tærte)                          | [ʁ] (som i dansk råbe); [ɐ] efter vokal (som i dansk værre, tærte) |
| t     | [t] (som i fransk tête, omtrent som i dansk dette)                                          | [tˢ] (som i dansk tæt)                                                                      | [tˢ] (som i dansk tæt)                                             |
| th    | [tʰ] (som i dansk tæt)                                                                      | [tˢ] (som i dansk tæt)                                                                      | [tˢ] (som i dansk tæt)                                             |
| u     | [ʊ] (som i engelsk put, tysk putzen)                                                        | [u] (som i dansk budt); foran n, m [ɔ] (som i dansk kunde); efter r [o] (som i dansk krudt) | [u:] (som i dansk kugle); efter r [o:] (som i dansk rune).         |
| ū     | [u:] (som i dansk kugle)                                                                    | [u] (som i dansk budt); foran n, m [ɔ] (som i dansk kunde); efter r [o] (som i dansk krudt) | [u:] (som i dansk kugle); efter r [o:] (som i dansk rune).         |
| v     | [w] (som i engelsk warm)                                                                    | [ʋ] (som i dansk varm)                                                                      | [ʋ] (som i dansk varm)                                             |
| y     | [y] (som i dansk hytte) - kun i græske ord                                                  | [y] (som i dansk hytte); foran n, m [ø] (som i dansk yngel)                                 | [y:] (som i dansk hyle).                                           |
| ȳ     | [y:] (som i dansk hyle) - kun i græske ord                                                  | [y] (som i dansk hytte); foran n, m [ø] (som i dansk yngel)                                 | [y:] (som i dansk hyle).                                           |
| x     | [ks]                                                                                        | [gs]                                                                                        | [gs]                                                               |

### Generelle
- Ephemeris Nuntii Latini universi.
- The Perseus Project; en nyttig side, dedikeret til studering af klassiske sprog og klassisk litteratur. Indeholder en interaktiv latinordbog.
- Etnologisk rapport af latin
- Andre latinske ressourcer

### Udtale, betydning og stavning
- Botanisk udtale Arkiveret 24. februar 2004 hos  Wayback Machine. Denne side indeholder lydfiler, som du kan klikke på for at høre udtalen af de botanisk/latinske navne på en plante eller terminologi.
- Latinsk udtale, af Gn. Dionysius Scorpio Invictus Arkiveret 9. oktober 2007 hos  Wayback Machine
- Udtale og stavning af videnskabelige betegnelser, en artikel af Kalliope K. Bechraki og Andreas I. Iliopoulos Arkiveret 15. april 2003 hos  Wayback Machine

### Ordbøger
- Latinsk-dansk Ordbog
- Latin – Engelsk ordbog
- Saxo-middelalderlatinsk ordbog – Vademecum in opus Saxonis et alia opera Danica compendium ex indice verborum
- Neues Latein-Lexikon. Lexicon recentis latinitatis. Über 15.000 Stichwörter der heutigen Alltagssprache in lateinischer Übersetzung. Von Astronaut (nauta sideralis) bis Zabaione (merummovo infusum). Herausgeber: libraria editoria vaticana. Originalausgabe 1992: Libraria Editoria Vaticana. Deutsche Ausgabe 1998: Mathias Lempertz Buchhandlung und Antiquariat GmbH, Bonn, ISBN 3-933070-01-5.